# Flughafen Cap Skirring

i7
i11
i13
Der Flughafen Cap Skirring (französisch Aéroport de Cap Skirring, IATA-Code: CSK, ICAO-Code: GOGS) ist ein Flughafen zur Erschließung der Urlaubsregion von Cap Skirring in der Region Ziguinchor im Südwesten des Senegal.
Der Flughafen wird von der Regierung Senegals für die zivile Luftfahrt betrieben. Die Start- und Landebahn wurde im Abstand von gut 500 Meter parallel zur Atlantikküste angelegt. Die Siedlung Cap Skirring grenzt direkt an den Ostrand des Flughafenareals. Die Stadt Ziguinchor ist 55 km entfernt.

## Zwischenfälle
- Am 9. Februar 1992 wurde eine aus Dakar kommende Convair CV-640 der Gambcrest mit dem US-amerikanischen Luftfahrzeugkennzeichen N862FW nahe Diouloulou (Senegal) beim nächtlichen Landeanflug auf den Flughafen Cap Skirring 50 Kilometer vor dem Zielflughafen in eine Hotelanlage geflogen, vermutlich, weil der Pilot deren Lichter für die Landebahnbefeuerung gehalten hat. Bei diesem CFIT (Controlled flight into terrain) wurden 30 der 56 Menschen an Bord getötet (siehe auch Flugunfall einer Convair CV-640 im Senegal 1992).[3]